# Eucereon coenobita
Eucereon coenobita är en fjärilsart som beskrevs av Heinrich Benno Möschler 1886. Eucereon coenobita ingår i släktet Eucereon och familjen björnspinnare. Inga underarter finns listade i Catalogue of Life.